# Classique de Saint-Sébastien 2004
La 24e édition de la Classique de Saint-Sébastien a eu lieu le 7 août 2004 et a été remportée par l'Espagnol Miguel Ángel Martín Perdiguero.
La course disputée sur un parcours de 227 kilomètres est l'une des manches de la Coupe du monde de cyclisme sur route 2004.

## Classement
| Place | Coureur                        | Pays     | Équipe               |    | Temps           |
| ----- | ------------------------------ | -------- | -------------------- | -- | --------------- |
| 1     | Miguel Ángel Martín Perdiguero | Espagne  | Saunier Duval-Prodir | en | 5 h 18 min 35 s |
| 2     | Paolo Bettini                  | Italie   | Quick Step-Davitamon | +  | m.t.            |
| 3     | Davide Rebellin                | Italie   | Gerolsteiner         |    | m.t.            |
| 4     | Marcos Serrano                 | Espagne  | Liberty Seguros      |    | m.t.            |
| 5     | José Alberto Martínez          | Espagne  | Relax-Bodysol        |    | m.t.            |
| 6     | Ivan Basso                     | Italie   | CSC                  |    | 6 s             |
| 7     | Georg Totschnig                | Autriche | Gerolsteiner         |    | 6 s             |
| 8     | Rik Verbrugghe                 | Belgique | Lotto-Domo           |    | 1 min 19 s      |
| 9     | Constantino Zaballa            | Espagne  | Saunier Duval-Prodir |    | 1 min 35 s      |
| 10    | Markus Zberg                   | Suisse   | Gerolsteiner         |    | 1 min 53 s      |